# EFA (мобільний міст)
EFA (фр. Engin de Franchissement de l'Avant, «Передовий апарат для переправ») — французька транспортна машина для переправ через водойми.
EFA виготовляються з 1989 року компанією Chaudronnerie et Forges d'Alsace (CEFA) та використовуються сухопутними силами Франції з 1993 як заміна застарілих EWK Gillois. Спочатку EFA випускалися під назвою MAF (фр. Matériel Amplhibie de Franchissement («Амфібійне обладнання для переправ»)).

## Технічні характеристики

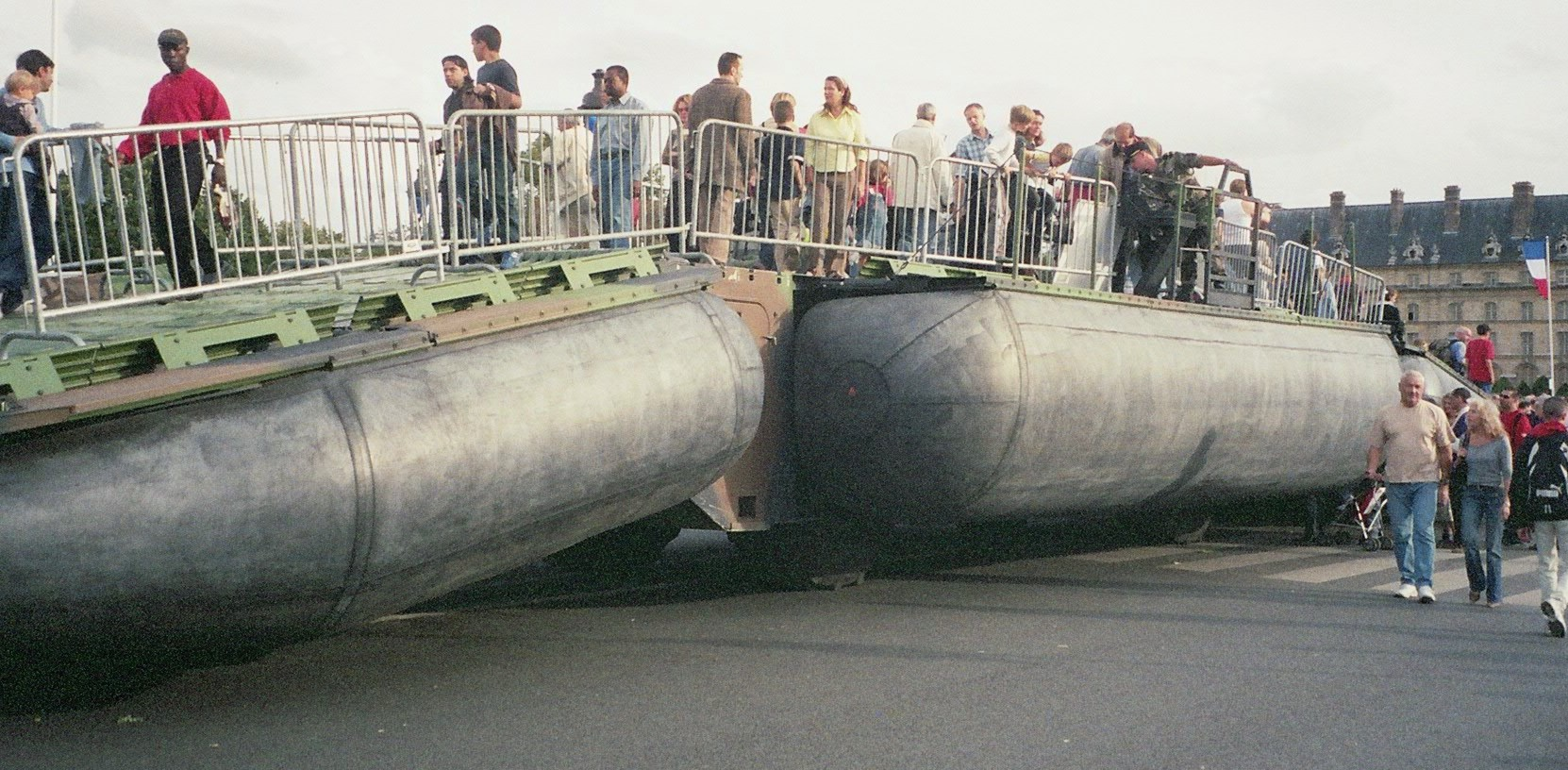
EFA у мостовій конфігурації з надутими бічними повітряними подушками та розкладеними пандусами.

На відміну від мостоукладачів, що лише транспортують міст, який розгортається поза транспортним засобом, EFA сам по собі являє гібрид понтонного мосту й амфібії. На ній можна перевозити техніку як на плоті / поромі або використовувати як понтонний міст (за потреби розгортаючи кілька з'єднаних таких машин в ряд).
Для пересування по суші основний плавучий корпус оснащений чотирма колесами з повним приводом. EFA має дві гідравлічні пандуси довжиною 11,75 м, прикріплені спереду та ззаду (у походній конфігурації вони складені на даху).
При переході на поромну або мостову конфігурацію повітряні подушки, прикріплені до бортів, надуваються, що займає 5-6 хвилин. В поромній конфігурації довжина машини з розкладеними пандусами становить 23,68 м, площа вантажної поверхні — 96 м2. EFA дозволяє перевозити транспортні засоби з максимально допустимим класом навантаження MLC70 (це чотири VAB, або три завантажені вантажівки, або дві AMX-10, або один AMX-30, або один Leclerc). Швидкість перевезення становить 10-12 рейсів на годину при ширині перешкоди 100 м, 8-10 при ширині 200 м. Два EFA, з'єднані разом, дозволяють перевозити до 150 тонн вантажу.
У воді машина рухається завдяки двом гідрореактивним двигунам, розташованим у задній частині корпусу, вони можуть обертатися на 360°, щоб забезпечити навігацію уздовж або поперек, що дозволяє здійснювати переправу без необхідності розвертати машину.
У мостовій конфігурації довжина мостового прольоту однієї машини становить 34,55 м. Таким чином, для встановлення 100-метрового понтонного мосту потрібно чотири EFA. Встановлення такого мосту потребує 15 хвилин. Такий стометровий міст має пропускну здатність близько 200 транспортних засобів на годину (вага транспортних засобів не повинна перевищувати MLC 70).

## Оператори
- Франція: з 1989 року побудовано для французької армії 39 одиниць (на активній службі з 1993 року). Станом на 31 грудня 2013 року на озброєнні знаходилися 30 одиниць із середнім віком 25 років[6].
- ОАЕ: у 2006 підписано контракт на поставку 10 одиниць EFA вартістю більше 60 млн євро[7].
- Україна: 30 вересня 2023 року було оголошено про майбутню поставку Україні 8 одиниць EFA[4][8].